# Arghun agha
Arghun agha ou Arghoun agha, Mongol d'origine Oïrate, est un administrateur civil de la Perse sous domination mongole entre 1243 et 1255, avant la période houlagide.

## Biographie
À la mort d’Ögödei, le gouverneur du Khorasan Körguz est livré par les commandants militaires à son adversaire Kara Hülegü qui le fait mettre à mort (1242). La régente Töregene charge alors Arghun agha d’administrer le Khorasan et l’Irak. Homme cultivé et rompu aux affaires de l’État, il déçoit les espérances des seigneurs mongols en continuant la politique de Körguz, protégeant la population iranienne contre les violences des Mongols et refoulant l’anarchie féodale. Il obtient la confiance des grands khans en envoyant régulièrement des tributs à Karakorum.
En 1251, il se rend à la cour de Möngke, qui établit sur sa demande un système fiscal plus rigoureux et plus juste. Il abroge la franchise des seigneurs mongols, qu’ils s’étaient pour la plupart donnée eux-mêmes, et interdit la levée arbitraire de tributs. À l’instar de la Transoxiane, il introduit un tribut unique proportionnel au revenu du tributaire. Contrairement aux bénéfices irrégulier provenant des pillages, le nouveau tribut contribue au redressement et au développement lent mais réel de l’économie, et suffit à l’entretien de l’armée et des services de relais.
Arghun agha meurt à un âge avancé près de Tus en 1278. Il a pour fils l'émir Naûroûz, un moment vice-roi du Khorasan sous le ilkhan Ghazan.

## Famille
Il eut de nombreuses épouses, dont une fille de Yesü Möngke, avec qui il se maria en 1249. Une autre de ses épouses était Sürmish, qui donna naissance à Nawruz. Il a eu au moins 14 fils et 4 filles:
- Un fils (mort en 1270 à Herat);
- Giraï Malik;
- Tatarji;
- Nawruz (décédé le 13 août 1297);
- Lagzi Güregen (décédé le 2 avril 1297) - marié à Baba Khatun (fille de Hulagu);
  - Terjughan Khatun - marié à Öljaitü;
- Hajji;
- Tarkhan Hajji;
  - Une fille - mariée à Fakhr al-Din ibn Rukn al-Din des Kartides (1295-1308);
- Yol Qutlugh;
- Boulquq;
- Oiratai;
- Ertai Ghazan (mort en 1297);
- Narin Hajji (décédé en 1297, Hamadan);
- Arghun Hajji;
- Mengli Buqa;
- Barghun Hajji;
- Emine Khatun (décédée vers  1300 et enterrée à Salmas[2]) — peut-être mariée à Taj al-Din 'Ali Shah, vizir;
- Begi Khatun ou Ilkuye Begi — marié à Muzaffar al-Din Hajjaj en 1263/4[1];
- Une fille — mariée à Kingshü, fils de Jumghur, fils d'Hulagu[3];
- Menglitegin - marié à Amir Tasu du clan Eljigin de Khongirad;
  - Bulughan Khatun Khorasani - marié à Ghazan;

## Source
- Histoire de la Mongolie, des origines à nos jours, par László Lőrincz Publié par Akadémiai Kiadó, 1984  (ISBN 9630533812), 9789630533812
- René Grousset, L’empire des steppes, Attila, Gengis-Khan, Tamerlan, Paris, Payot, 1938, quatrième édition, 1965, (version .pdf) 669 (présentation en ligne, lire en ligne)